# Кулберг балет
Кулберг балет (швед. Cullbergbaletten) је балетска и плесна компанија коју је основала Биргит Кулберг 1967. године .Кулберг је део Краљевског позоришта (Рикстеатерн-а) у Норшборгу .

## Историјат
Кулберг балет је почетак свог рада обележио балетним програмом (Ја нисам ти/ Федра и Лекватнет Б.Кулберг) у Градском позоришту у Стокхолму 5. марта 1967. године, и тада био познат као прва плесна компанија чију је годишњу турнеју у целости финансирала држава (преко Рикстеатерн-а) међународног фокуса са осам најбољих играчица и ирача из различитих делова света (Канада, Нови Зеланд, САД, Шведска, Југославија) под уметничким вођством кореографкиње Биргит Кулберг и организацијом Италијана Ђузепеа Карбонија. Од самог почетка су гостовали и сарађивали са многим земљама. 1969-70 компанија се повезала са новом телевизијом Шведска телевизија 2 и направила, између осталог, пионирски плесни рад монтиран у хрома-кљчу (зелени екран), синкретизацију плесне и визуелне уметности. Године 1971. осваја награду за ТВ продукцију При Италија као и златну медаљу за најбољу гостујућу компанију на јесењем фестивалу у Паризу исте године.

## Делатност и радови
Корени компаније су у класичном балету, из којег је Биргит Кулберг све више развијала индивидуални израз и створила дуги низ надалеко познатих дела, као што су: Госпођица Јулија, Младић и шест принцеза, Серенада, Медеа (где је на сцену поставила свој развод), ориг. Månrenen, Жена крај мора, Одисеја, Еден(Адам и Ева), Еуридике је мртав, Побуна, Извештај, На рубу прашуме и Ратни плесови . Временом су све више развијали сопствени приступмодерном плесу и такође радили своје интерпретације класичних дела: Жизела (играла се преко 300 пута у 28 земаља) Лабудово језеро (са мушким плесачима као лабудовима), Кармен и Трнова ружица у кореографији Биргитиног сина Матса Ек-а, који је као кореограф дебитовао 1976. године сопственим радом Калфакторн. Од тада је урадио запажене радове као што су Свети Ђорђе и аждаја (швед. ориг. Sankt Göran och draken) , Совето (у којој је играла и његова 69-огодишња мајка), Бернардина кућа, Елдстад и парк, а 1985–93 преузео је уметничко руководство у Кулберг балету. Многи други гостујући страни кореографи, попут Пера Јонсона, Јири Килиан и Наћо Дуато, створили су оригинална дела за ансамбл, а неколико ТВ продукција је урађено са Шведским јавним сервисом . Неки познати Кулбергови плесачи су и брат Матса Ека, Никлас Ек, и супруга Ана Лагуна (који су играли главне улоге у његовој режији Лабуовог језера).
Од 2019. компанија званично ради са три кореографкиње које у року од две године раде на три плесне представе. Овај модел рада треба да обезбеди оджрив приступ иновативности у стваралаштву како саме компаније тако и плесача.

### Приступ
Од почетка рада Биргит се водила сопственом филозофијом плеса која се често наводи : „Плес се непрестано мења јер је укорењен у време у којем живимо.” Ово ће остати наслеђе компаније и 60 година касније заједно са смелошћу с којом је оснивачица приступала раду.

## Уметнички уредници
- Биргит Кулберг (1967-81)
- Матс Ек (1981-93)
- Каролин Карлсон (1993-95)
- Лена Венергрен-Јурас и Маргарета Лидстрм [дељено] (1995-2003)
- Јуан Ингер (2003-09)
- Ана Грип (2009-2013)
- Габриел Смитс (2014-)

## Кореографи
- Биргит Кулберг
- Матс Ек
- Јохан Ингер
- Алекандар Екман
- Стин Целис
- Сиди Ларби Черкауи
- Јири Килиан
- Наћо Дуате
- Пер Јонссон
- Кристал Пајт
- Беноит Лацхамбре
- Тилман О'Донел
- Мелани Медерлинд
- Јефта ван Динтер
- Естер Саламон
- Трајал Харел
- Кристиан Дуарте